# Viola imbricata
Viola imbricata es una especie de planta con flores de la familia Violaceae, endémica de los Andes en el centro de Chile. Fue descrita en 2024. Pertenece al subgénero Neoandinium, que incluye aproximadamente 140 especies conocidas como "violetas andinas rosuladas", distribuidas entre el ecuador y la Patagonia austral.

## Ecología
Se registraron himenópteros nativos de los géneros Liphanthus e Hypodynerus visitando las flores de Viola imbricata. También se ha observado larvas de la lepidóptera Yramea lathonioides alimentándose de la planta.